# Wilsoniella flaccida
Wilsoniella flaccida är en bladmossart som beskrevs av Brotherus 1909. Wilsoniella flaccida ingår i släktet Wilsoniella och familjen Ditrichaceae. Inga underarter finns listade i Catalogue of Life.